# Emanuel Senft
Emanuel Senft (* 3. července 1870 Chotěboř – 22. července 1922 Praha) byl rakouský a český lékárník. Zabýval se léčivými rostlinami v oblasti Rakousko-Uherska.

## Život
Emanuel Senft byl synem lékárníka. V mládí navštěvoval střední školy v Havlíčkově Brodě a Čáslavi. Od roku 1886 pracoval v otcově lékárně. V letech 1889–1891 studoval farmacii na Karlově univerzitě v Praze a studium úspěšně zakončil coby magistr farmacie. Kromě toho čtyři semestry studoval filozofii na univerzitě ve Vídni. V roce 1909 nastoupil jako soukromý asistent do vídeňské chemické laboratoře k Florianu Kratschmerovi von Forstburg. Během této doby pracoval jako přednášející na vojenské lékařské fakultě. Od roku 1911 přednášel na Univerzitě Karlově a byl jmenován do Výboru pro státní podporu pěstování léčivých rostlin v Rakousku. V roce 1913 se stal hlavním inspektorem zemědělského a chemického výzkumného ústavu ve Vídni. Po založení Československa přešel do československého ministerstva zdravotnictví jako vládní rada, odkud ze zdravotních důvodů v roce 1920 odešel. Za svého života sepsal více než 100 publikací.

## Publikace
- Drobnohledné a drobnolučební vyšetřování močových sedimentů. Vídeň, 1901. (spoluautor s Florianem Kratschmerem)
- Drogy z říše rostlinné v prvém lékopise Československé republiky. Praha, mezi lety 1901–1925.
- Důležitost pěstění léčivých rostlin. Praha, 1912.
- Krystaly šťavelanu vápenatého v moči s hlenovým odhalem. Praha, 1914.
- Léčivé rostliny: návod k poznání a sbírání našich domácích a pěstovaných léčivých bylin. Praha, 1922–1930.
- Nové poznatky o kopretině starčkolisté (Chrysanthemum [Perythrum] cinerariae folium). Praha, mezi lety 1901–1925.
- O barevných membránách mechů z rodu Mnium. Praha 1921.
- O prostředcích k hubení hrabošů. Praha, 1910. (spoluautor s Theodorem Kašpárkem)
- O slizových chlupech v pokožce semene Toxicodendron capense Thuub : příspěvek k biologii klíčení semen. Praha, 1919.
- Pokusy s pěstěním léčivých bylin v r. 1911. Praha, 1912.